# Escut de Premià de Mar
L'escut oficial de Premià de Mar té el següent blasonament:
Escut caironat: d'atzur, una barca de mitjana d'or envelada d'argent flotant sobre un mar en forma de peu ondat d'argent amb 3 faixes ondades d'atzur. Per timbre una corona mural de vila.

## Història
Va ser aprovat el 3 de juliol de 1996 i publicat al DOGC el 17 de juliol del mateix any amb el número 2331.
El vaixell navegant és un senyal tradicional de l'escut d'aquesta vila turística costanera; també les ondes són un senyal parlant referides al mar del municipi.